# Prostoma stigmatum
Prostoma stigmatum är en djurart som tillhör fylumet slemmaskar, och. Prostoma stigmatum ingår i släktet Prostoma, fylumet slemmaskar och riket djur. Inga underarter finns listade i Catalogue of Life.